# Amatori Sporting Lodi 2003-2004
Questa voce raccoglie le informazioni riguardanti l'Amatori Sporting Lodi nelle competizioni ufficiali della stagione 2003-2004.

## Maglie e sponsor
Lo sponsor ufficiale per la stagione 2003-2004 fu Banca Popolare di Lodi.
| 1ª divisa |

## Organigramma societario
- Presidente: Fulvio D'Attanasio

## Organico

Osvaldo Gonella

### Staff tecnico
- Allenatore:  Aldo Belli